# Club Sport Emelec
Il Club Sport Emelec, noto come Emelec, è una società polisportiva ecuadoriana di Guayaquil, fondata nel 1929 e conosciuta principalmente per la sua sezione calcistica, che milita in Serie A, la massima divisione del campionato ecuadoriano di calcio.
La squadra di calcio dell'Emelec ha vinto 14 campionati ecuadoriani, grazie ai quali è il secondo club ecuadoriano più titolato dopo i concittadini del Barcelona SC, con cui disputa il derby noto come Clásico del Astillero.
Disputa le gare casalinghe allo stadio George Capwell di Guayaquil, impianto da 40 000 posti.

## Storia
La fondazione avviene per opera di dipendenti dell'Empresa Eléctrica del Ecuador (da cui l'acronimo EmElEc), sotto la direzione dello statunitense George Capwell (Olean, 1º luglio 1902 – San Diego, 7 gennaio 1970), che arrivò a Guayaquil nel 1926. Nata inizialmente come società di pugilato e baseball, fu coinvolta nel calcio durante la Copa América 1947, giocata in Ecuador.
Emelec fu il primo campione dell'Ecuador nel 1957, con una squadra che includeva Cipriano Yu Lee, José Vicente Balseca, Cruz Ávila, Mariano Larraz, Carlos Alberto Raffo, Jaime Ubilla, Daniel Pinto, Rómulo Gómez e Suárez-Rizzo. L'allenatore era Eduardo "Tano" Spandre.
Il 22 marzo 1967 ottiene la sua prima vittoria esterna nella Coppa Libertadores, la massima competizione sudamericana per club, imponendosi per 2-1 contro i cileni dell'Universidad Católica, grazie alla doppietta di Jaime Delgado.
Il club ha vinto il campionato nazionale 11 volte. Nel 1995 è stato semifinalista di Copa Libertadores. Nel 2001 Emelec è stato finalista di Copa Merconorte contro i colombiani del Millonarios. Nella prima finale in Colombia il punteggio fu 1-1 e lo stesso accadde al ritorno, perciò si andò ai calci di rigore, che premiarono i Millonarios.
Nel giugno del 2010 è stata nominata miglior squadra del mese dall'IFFHS.

## Palmarès

### Competizioni nazionali
- Campionati ecuadoriani: 14

1957, 1961, 1965, 1972, 1979, 1988, 1993, 1994, 2001, 2002, 2013, 2014, 2015, 2017
- Serie B: 1

1981

### Competizioni regionali
- Copa Guayaquil: 5

1956, 1957, 1962, 1964, 1966
- Campeonato Amateur del Guayas: 2

1945, 1948

### Altri piazzamenti
- Campionato ecuadoriano:

Secondo posto: 1960, 1963, 1966, 1967, 1970, 1976, 1989, 1996, 1998, 2000, 2006, 2010, 2011, 2012, 2016, 2021
Terzo posto: 1962, 1968, 1971, 1978, 1990, 1992, 1997, 1999, 2009, 2018
- Copa Ecuador:

Semifinalista: 2019
- Coppa Libertadores:

Semifinalista: 1995
- Coppa Merconorte:

Finalista: 2001
Semifinalista: 2000

## Organico

### Rosa 2020
Aggiornata al 4 novembre 2020
| N. |                      | Ruolo | Calciatore                   |
| -- | -------------------- | ----- | ---------------------------- |
| 1  | Ecuador (bandiera)   | P     | Adrián Bone                  |
| 2  | Argentina (bandiera) | D     | Aníbal Leguizamón (capitano) |
| 3  | Ecuador (bandiera)   | D     | Dennis Quintero              |
| 5  | Ecuador (bandiera)   | C     | Dixon Arroyo                 |
| 6  | Argentina (bandiera) | D     | Leandro Vega                 |
| 8  | Uruguay (bandiera)   | C     | Sebastián Javier Rodríguez   |
| 7  | Guinea (bandiera)    | A     | Alhassane Bangoura           |
| 9  | Ecuador (bandiera)   | C     | Adrián Batioja               |
| 10 | Ecuador (bandiera)   | C     | Joao Joshimar Rojas          |
| 11 | Ecuador (bandiera)   | C     | Alexis Zapata                |
| 12 | Ecuador (bandiera)   | P     | Pedro Ortíz                  |
| 14 | Ecuador (bandiera)   | D     | Romario Caicedo              |
| 15 | Ecuador (bandiera)   | D     | José Hernández               |
| 16 | Ecuador (bandiera)   | D     | Óscar Bagüí                  |
| 17 | Ecuador (bandiera)   | A     | Roberto Ordóñez              |

| N. |                      | Ruolo | Calciatore             |
| -- | -------------------- | ----- | ---------------------- |
| 18 | Ecuador (bandiera)   | A     | Jefferson Caicedo      |
| 19 | Ecuador (bandiera)   | C     | Edu Pineda             |
| 20 | Ecuador (bandiera)   | D     | Jackson Rodríguez      |
| 21 | Ecuador (bandiera)   | C     | José Cevallos Enríquez |
| 24 | Ecuador (bandiera)   | D     | Bryan Carabalí         |
| 25 | Ecuador (bandiera)   | P     | John Mero              |
| 26 | Ecuador (bandiera)   | D     | Marlon Mejía           |
| 27 | Ecuador (bandiera)   | C     | Jefferson Vernaza      |
| 28 | Ecuador (bandiera)   | D     | Edgar Lastre           |
| 31 | Uruguay (bandiera)   | A     | Facundo Barcelo        |
| 32 | Ecuador (bandiera)   | C     | Bryan Cabezas          |
| 37 | Ecuador (bandiera)   | C     | Wilmer Godoy           |
| 40 | Ecuador (bandiera)   | C     | Robert Javier Burbano  |
|    | Argentina (bandiera) | D     | Luca Sosa              |

### Rosa 2011
| N. |                      | Ruolo | Calciatore             |
| -- | -------------------- | ----- | ---------------------- |
| 1  | Ecuador (bandiera)   | P     | Marcelo Elizaga        |
| 2  | Ecuador (bandiera)   | D     | Mariano Mina           |
| 4  | Ecuador (bandiera)   | D     | Luis Zambrano          |
| 5  | Ecuador (bandiera)   | C     | José Luis Quiñónez     |
| 6  | Ecuador (bandiera)   | D     | Carlos Andrés Quiñónez |
| 7  | Ecuador (bandiera)   | A     | Jorge Ladines          |
| 8  | Ecuador (bandiera)   | C     | Freddy Olivo           |
| 9  | Argentina (bandiera) | A     | Daniel Vega            |
| 10 | Ecuador (bandiera)   | C     | Armando Paredes        |
| 11 | Argentina (bandiera) | C     | Livio Prieto           |
| 12 | Ecuador (bandiera)   | P     | Robert Angulo          |
| 13 | Ecuador (bandiera)   | A     | Ángel Mena             |
| 33 | Ecuador (bandiera)   | D     | Jose Aguirre           |
| 15 | Ecuador (bandiera)   | C     | Luis Guillermo Rivera  |
| 16 | Ecuador (bandiera)   | A     | Jasson Zambrano        |
| 18 | Argentina (bandiera) | A     | Denis Stracqualursi    |

| N. |                      | Ruolo | Calciatore                   |
| -- | -------------------- | ----- | ---------------------------- |
| 19 | Ecuador (bandiera)   | D     | Marcelo Fleitas              |
| 21 | Argentina (bandiera) | C     | Gustavo Ruiz Diaz            |
| 22 | Ecuador (bandiera)   | P     | Damián Lanza                 |
| 23 | Ecuador (bandiera)   | D     | Francisco Gomez Portocarrero |
| 24 | Ecuador (bandiera)   | C     | Fernando Giménez             |
| 25 | Ecuador (bandiera)   | C     | Pedro Saona                  |
| 52 | Ecuador (bandiera)   | C     | Marco Caicedo                |
| 80 | Ecuador (bandiera)   | A     | Joao Rojas                   |
|    | Ecuador (bandiera)   | D     | Eduardo Morantes             |
|    | Ecuador (bandiera)   | D     | Alberto Arboleda             |
|    | Ecuador (bandiera)   | A     | Silvano Estacio              |
|    | Ecuador (bandiera)   | C     | Miguel Cortez                |
|    | Argentina (bandiera) | A     | Emanuel Herrera              |